# Tihomir Blaškić
Tihomir Blaškić, född 2 november 1960 i Kiseljak, är en bosnienkroatisk arméofficer och krigsförbrytare. År 2000 dömdes han till 45 års fängelse för att ha deltagit i den etniska rensningen i Lašvadalen i centrala Bosnien. Han var bland annat ansvarig för Ahmićimassakern i april 1993 då omkring 120 civila muslimer mördades.